# 上海浦东南汇公交
上海浦东南汇公交公司，是一家在上海浦东新区运营的公共交通公司。公司为上海浦东公交的子公司。旗下线路主要覆盖浦东新区原南汇部分（不含周浦镇和康桥镇）。
浦东公交南汇分公司的前身是上海南汇大众交通公司。
2021年12月31日下午，浦东南汇公交三分公司所有42条线路（含新芦专线）划入临港公交运营。

## 分公司
- 一分公司
- 二分公司
- 三分公司（现临港公交）
- 六分公司